# Achisamach
Achisamach (hebrejsky אֲחִיסָמָךְ, v oficiálním přepisu do angličtiny Ahisamakh) je vesnice typu mošav v Izraeli, v Centrálním distriktu, v Oblastní radě Chevel Modi'in.

## Geografie
Leží v nadmořské výšce 73 metrů v hustě osídlené a zemědělsky intenzivně využívané pobřežní nížině, nedaleko od úpatí kopcovitých oblasti v předhůří Judeje a Samařska. Východně od vesnice protéká Nachal Ajalon.
Obec se nachází 18 kilometrů od břehu Středozemního moře, cca 20 kilometrů jihovýchodně od centra Tel Avivu, cca 35 kilometrů severozápadně od historického jádra Jeruzalému a 2 kilometry východně od města Lod. Leží v silně urbanizovaném území, na jihovýchodním okraji aglomerace Tel Avivu. Achisamach obývají Židé, přičemž osídlení v tomto regionu je etnicky převážně židovské. Pouze ve městech Lod a Ramla ležících západně odtud je cca dvacetiprocentní menšina Arabů.
Achisamach je na dopravní síť napojen pomocí dálnice číslo 40. Na jižní straně vesnici rovněž míjí dálnice číslo 6 (takzvaná Transizraelská dálnice). Východně od mošavu probíhá nový úsek železniční trati vedoucí z aglomerace Tel Avivu do města Modi'in-Makabim-Re'ut.

## Dějiny
Achisamach byl založen v roce 1950. Jeho zakladateli byla skupina Židů z Libye, konkrétně z Tripolska. Správní území mošavu dosahuje cca 2000 dunamů (2 kilometry čtvereční).
Jméno vesnice je inspirováno postavou Achísamak z biblické Knihy Exodus 31,6

## Demografie
Podle údajů z roku 2014 tvořili naprostou většinu obyvatel v Achisamach Židé (včetně statistické kategorie "ostatní", která zahrnuje nearabské obyvatele židovského původu ale bez formální příslušnosti k židovskému náboženství).
Jde o menší obec vesnického typu s dlouhodobě rostoucí populací. K 31. prosinci 2014 zde žilo 1336 lidí. Během roku 2014 populace klesla o 0,4 %.
| Rok            | 1961 | 1972 | 1983 | 1995 | 2001 | 2003 | 2004 | 2005 | 2006 | 2007 | 2008 | 2009 | 2010 | 2011 | 2012 | 2013 | 2014 |
| -------------- | ---- | ---- | ---- | ---- | ---- | ---- | ---- | ---- | ---- | ---- | ---- | ---- | ---- | ---- | ---- | ---- | ---- |
| Počet obyvatel | 554  | 676  | 664  | 830  | 1010 | 1055 | 1076 | 1099 | 1123 | 1157 | 1185 | 1200 | 1236 | 1251 | 1288 | 1342 | 1336 |